# جاگ ماندیر
جاگ ماندیر (انگلیسی: Jag Mandir) قصری است که در جزیره‌ای در دریاچه پیچولا قرار گرفته است. این قصر همین‌طور با نام قصر باغ دریاچه نیز خوانده می‌شود. این دریاچه در شهر اودی‌پور در ایالت راجستان واقع شده است. بنای آن توسط سه مهاراجه از امپراتوری موار تکمیل شده است. ساخت بنا در ۱۵۵۱ آغاز شده و به دست جاگات سینگ (۱۶۲۸–۱۶۵۲) تکمیل شده و به افتخار او، قصر جاگ نامیده شده است. خانواده سلطنتی هند از این قصر به عنوان تفرجگاه تابستانی و محل برگزاری مهمانی‌ها، استفاده می‌کردند.

## نگارخانه

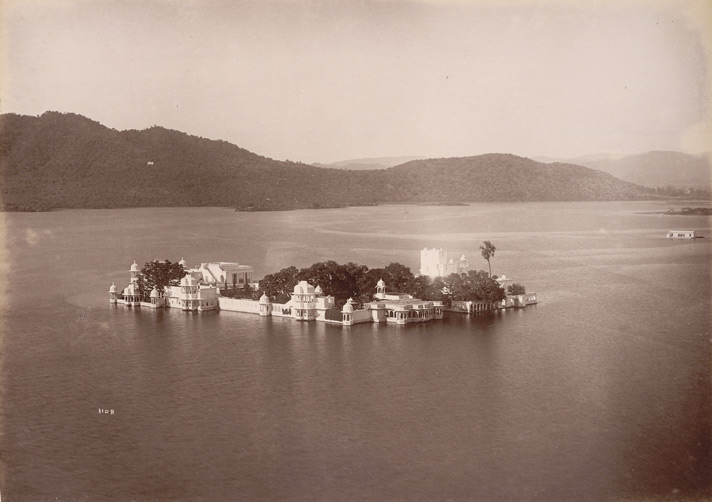
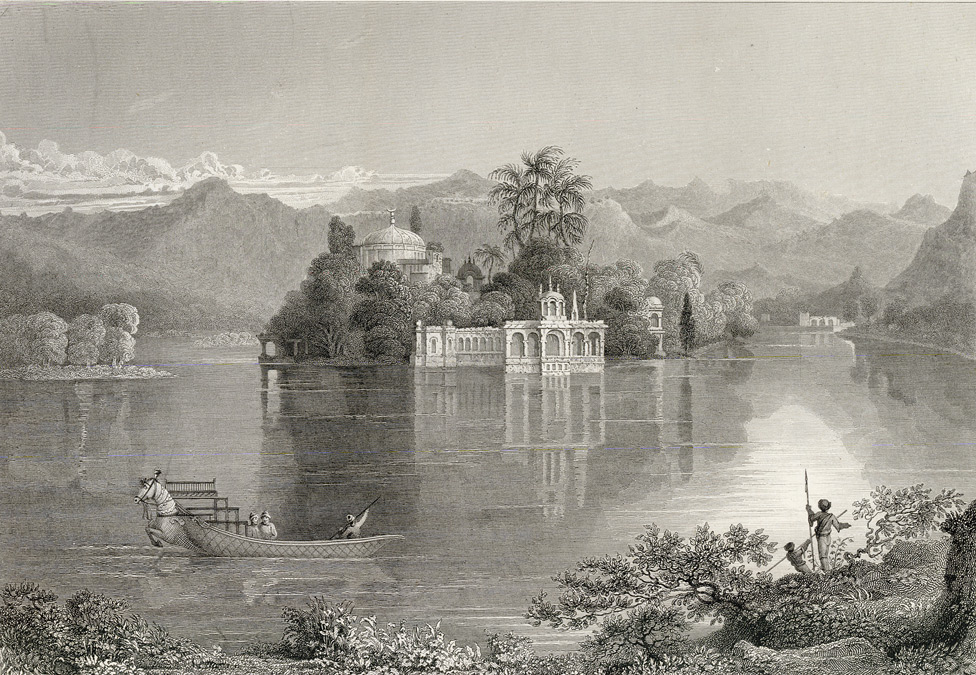
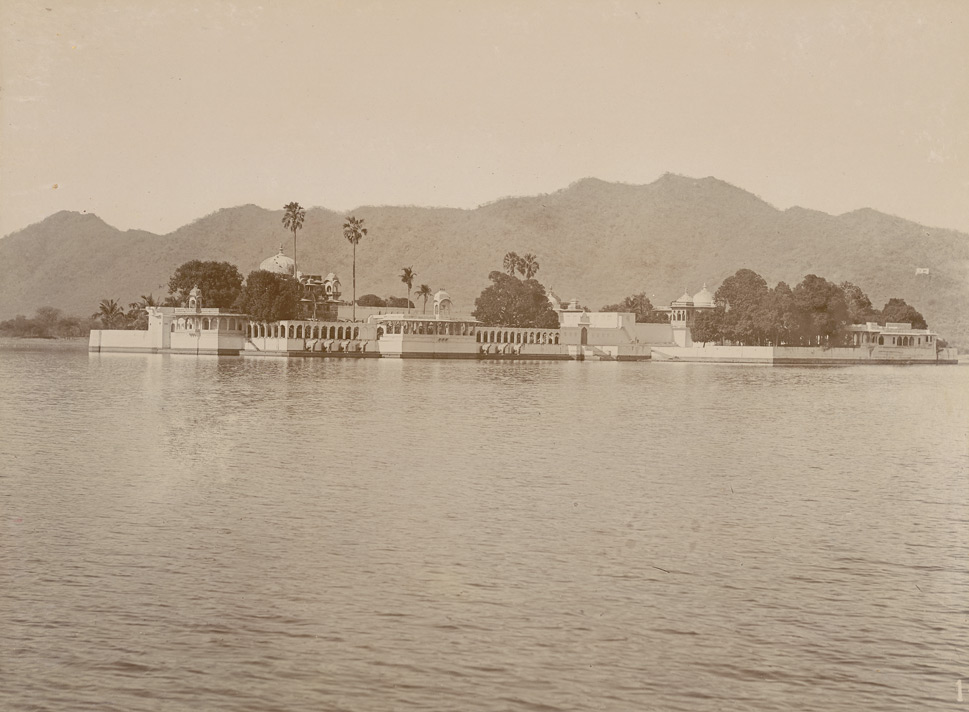
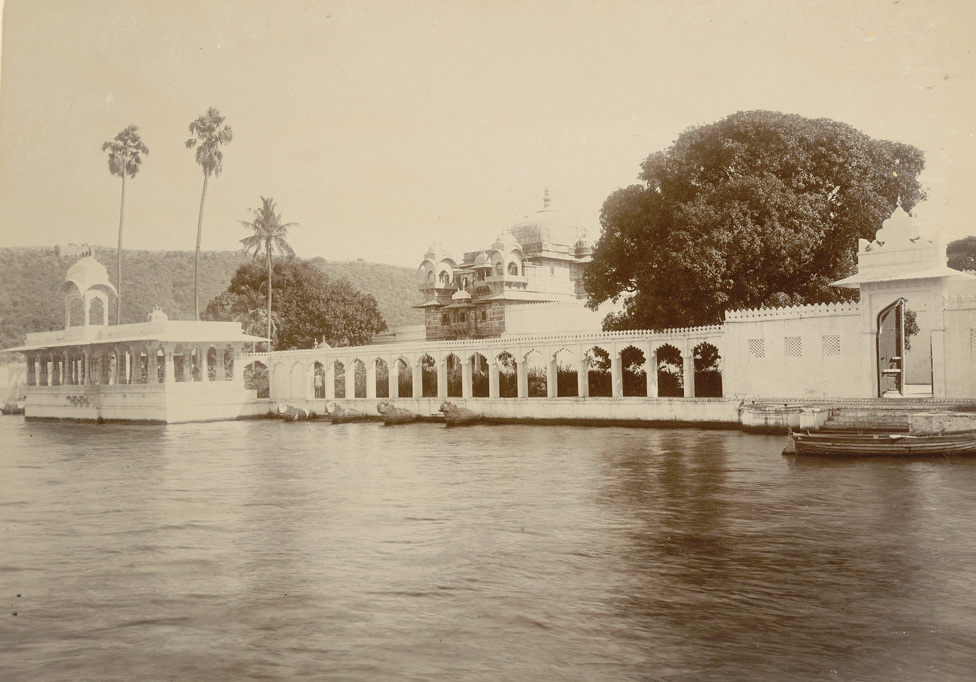
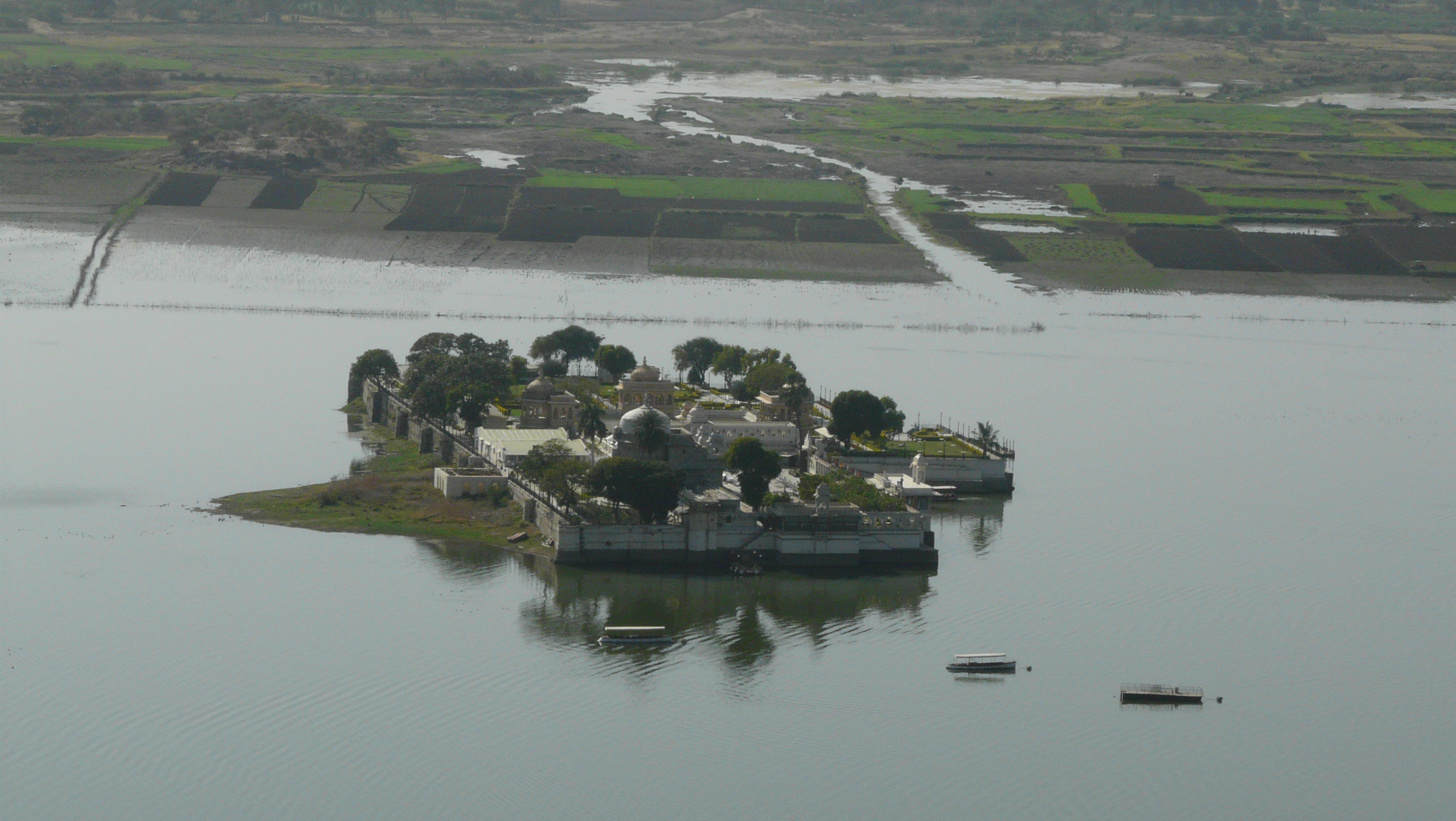